# Entführungsfall Johannes Erlemann
Der Entführungsfall Johannes Erlemann war eine Kindesentführung, die sich im Jahr 1981 in Köln ereignete.

## Ablauf
Am 6. März 1981 wurde Johannes Erlemann, der damals elfjährige Sohn des Unternehmers Jochem Erlemann, entführt. Zum Zeitpunkt der Entführung befand sich der Vater des Entführten wegen Betrugsverdachtes in Untersuchungshaft.
Die drei Entführer zogen Johannes auf dem Heimweg von seinem Fahrrad, verbrachten ihn in einen Lieferwagen und sperrten ihn schließlich in einen 1,50 Meter breiten, zwei Meter langen und 1,60 Meter hohen Verschlag, der in einem Schuppen bei Nideggen-Schmidt in der Rureifel stand. Am 10. März erhielt die Familie eine Musikkassette mit der Aufnahme der Stimme des Entführten und einer Lösegeldforderung. Diese belief sich zunächst auf acht Millionen DM. Die als Unterhändler eingeschalteten Rechtsanwälte handelten die Entführer jedoch auf drei Millionen DM herunter. Dieser Betrag konnte innerhalb dreier Tage durch Spenden von Bekannten der Familie Erlemann aufgebracht werden. Am 12. März 1981 wurde dann eine Anzeige in der Kölner Boulevardzeitung Express geschaltet, die signalisierte, dass das Lösegeld bereitstand. Am 20. März 1981 dirigierten die Entführer die Mutter des Opfers in ein Waldstück, wo sie das Geld in zwei Segeltuchtaschen in eine Holzkiste warf. Diese Kiste hatte keinen Boden und stand über dem rechtsrheinischen Kölner Randkanal. Zwei Mittäter entnahmen das Geld von unten und entfernten sich unterirdisch mit einem Schlauchboot.
Nach der Lösegeldzahlung ließen die Entführer das Kind frei.
Nach zweimonatigen Ermittlungen konnten die Täter sowie deren Ehefrauen am 8. Mai 1981 festgenommen werden. Der Haupttäter wurde im November 1981 zu zehn Jahren Haft verurteilt; die Urteile für drei weitere beteiligte Personen lagen zwischen drei und acht Jahren Haftstrafe.
Die drei Millionen Mark Lösegeld wurden nie komplett gefunden. 1.693.900 DM hatte der Anführer der Entführer in zwei Propangasflaschen versteckt. Diese konnte die Polizei sicherstellen, sie ging allerdings davon aus, dass diese Flaschen Heizzwecken dienten. Die Gasflaschen wurden daher zunächst im Polizeipräsidium gelagert. Erst der Anwalt des Anführers teilte mit, dass sich darin ein erheblicher Teil des Lösegeldes befand.
Im Dezember des gleichen Jahres ereignete sich ebenfalls in Köln-Hahnwald die Entführung der Nina von Gallwitz.

## Verfilmung
2022 wurde der Fall von RTL+ unter dem Titel Entführt – 14 Tage Überleben verfilmt. Der Film mit Sonja Gerhardt als Gabi Erlemann und Cecilio Andresen als Johannes Erlemann sowie Torben Liebrecht und Jonas Nay feierte seine Weltpremiere am 27. Juni 2023 auf dem Filmfest München. Seit dem 6. September 2023 befindet sich der Film im Streamingangebot von RTL+. Außerdem erschien eine vierteilige Dokuserie, die den ursprünglichen Arbeitstitel des Spielfilmes Lebenslänglich Erlemann erhielt. Darin kommen die Familie Erlemann sowie Ermittler und Journalisten zu Wort.
 Am 13. September 2023 wurde der Spielfilm zudem auf RTL ausgestrahlt, woraufhin auch ein stern-TV-Spezial folgte, in dem u. a. Johannes Erlemann und Produzentin Veronica Ferres den Film und die realen Ereignisse besprachen.